# كين هانسون
كين هانسون (بالإنجليزية: Ken Hanson)‏ هو دراج أمريكي، ولد في 14 أبريل 1982 في سيررا مادري في الولايات المتحدة.

## وصلات خارجية
- كين هانسون على موقع الاتحاد الدولي للدراجات (الإنجليزية)
- كين هانسون على موقع أرشيف الدراجات (الإنجليزية)
- كين هانسون على موقع إحصائيات الدراجات الإحترافية (الإنجليزية)
- كين هانسون على موقع نسبة الدراجات (الإنجليزية)